# نيل ادمون (لاعب كرة قدم أمريكية)
نيل ادمون (بالإنجليزية: Neil Edmond)‏ هو لاعب كرة قدم أمريكية أمريكي، ولد في 20 نوفمبر 1891 في واكو في الولايات المتحدة، وتوفي بنفس المكان في 19 أغسطس 1981.